# Supercoupe d'Algérie de football 2018
Navigation
Supercoupe d'Algérie 2017 Supercoupe d'Algérie 2019
L'édition 2018 de la Supercoupe d'Algérie de football est la douzième édition de la  Supercoupe d'Algérie et se déroule le 1er novembre 2018 au Stade Mustapha-Tchaker à Blida. 
Le match oppose le CS Constantine, champion d'Algérie 2017-2018 à l'USM Bel Abbès, vainqueur de la Coupe d'Algérie 2017-2018 et se conclut sur la victoire de l'USM Bel Abbès sur le score de 1-0.

## Feuille de match
| Titulaires : |  |
| |  |
| 1 • Nadjib Ghoul 3 • Boualem Mesmoudi 15 • Nabil Lamara 19 • Zakaria Khali 22 • Ishak Guebli 23 • Nabil Aït Ferguene 27 • Abdelkrim Zouari 6 • Mohamed Lagraâ 5 • Larbi Tabti 11 • Mourad Benayad 10 • Abdessamad Bounoua |  |
| Remplaçants : |  |
| 20 • Abderrahim Abdelli 29 • Yahia Laabani 26 • Mouloud Metref 17 • Ishak Bouda 21 • Mohamed Seguer 08 • Hamza Belahouel 30 • Abdelkader Zarat                                                                            |  |
| Entraîneur : |  |
| Youcef Bouzidi |  |

| Titulaires : |  |
| |  |
| 16 • Chemsedine Rahmani 3 • Hocine Benyada 28 • Yacine Salhi 23 • Nasreddine Zaalani 20 • Islam Chahrour 8 • Foued Hadded 18 • Abdenour Belkheir 13 • Sid Ali Amri 26 • Nassim Zitoun 10 • Kaddour Beldjilali 25 • Ismail Belkacemi |  |
| Remplaçants : |  |
| 1 • Houssam Limane 17 • Walid Bencherifa 6 • Osmane Sylla 7 • Amine Belmokhtar 29 • Ahmed Gagaâ 24 • Sofiane Khadir 13 • Mounir Aichi                                                                                               |  |
| Entraîneur : |  |
| Abdelkader Amrani |  |

| Titulaires : |  |
| |  |
| 1 • Nadjib Ghoul 3 • Boualem Mesmoudi 15 • Nabil Lamara 19 • Zakaria Khali 22 • Ishak Guebli 23 • Nabil Aït Ferguene 27 • Abdelkrim Zouari 6 • Mohamed Lagraâ 5 • Larbi Tabti 11 • Mourad Benayad 10 • Abdessamad Bounoua |  |
| Remplaçants : |  |
| 20 • Abderrahim Abdelli 29 • Yahia Laabani 26 • Mouloud Metref 17 • Ishak Bouda 21 • Mohamed Seguer 08 • Hamza Belahouel 30 • Abdelkader Zarat                                                                            |  |
| Entraîneur : |  |
| Youcef Bouzidi |  |

| Titulaires : |  |
| |  |
| 16 • Chemsedine Rahmani 3 • Hocine Benyada 28 • Yacine Salhi 23 • Nasreddine Zaalani 20 • Islam Chahrour 8 • Foued Hadded 18 • Abdenour Belkheir 13 • Sid Ali Amri 26 • Nassim Zitoun 10 • Kaddour Beldjilali 25 • Ismail Belkacemi |  |
| Remplaçants : |  |
| 1 • Houssam Limane 17 • Walid Bencherifa 6 • Osmane Sylla 7 • Amine Belmokhtar 29 • Ahmed Gagaâ 24 • Sofiane Khadir 13 • Mounir Aichi                                                                                               |  |
| Entraîneur : |  |
| Abdelkader Amrani |  |